# Hiroshi Yoshida (artista)

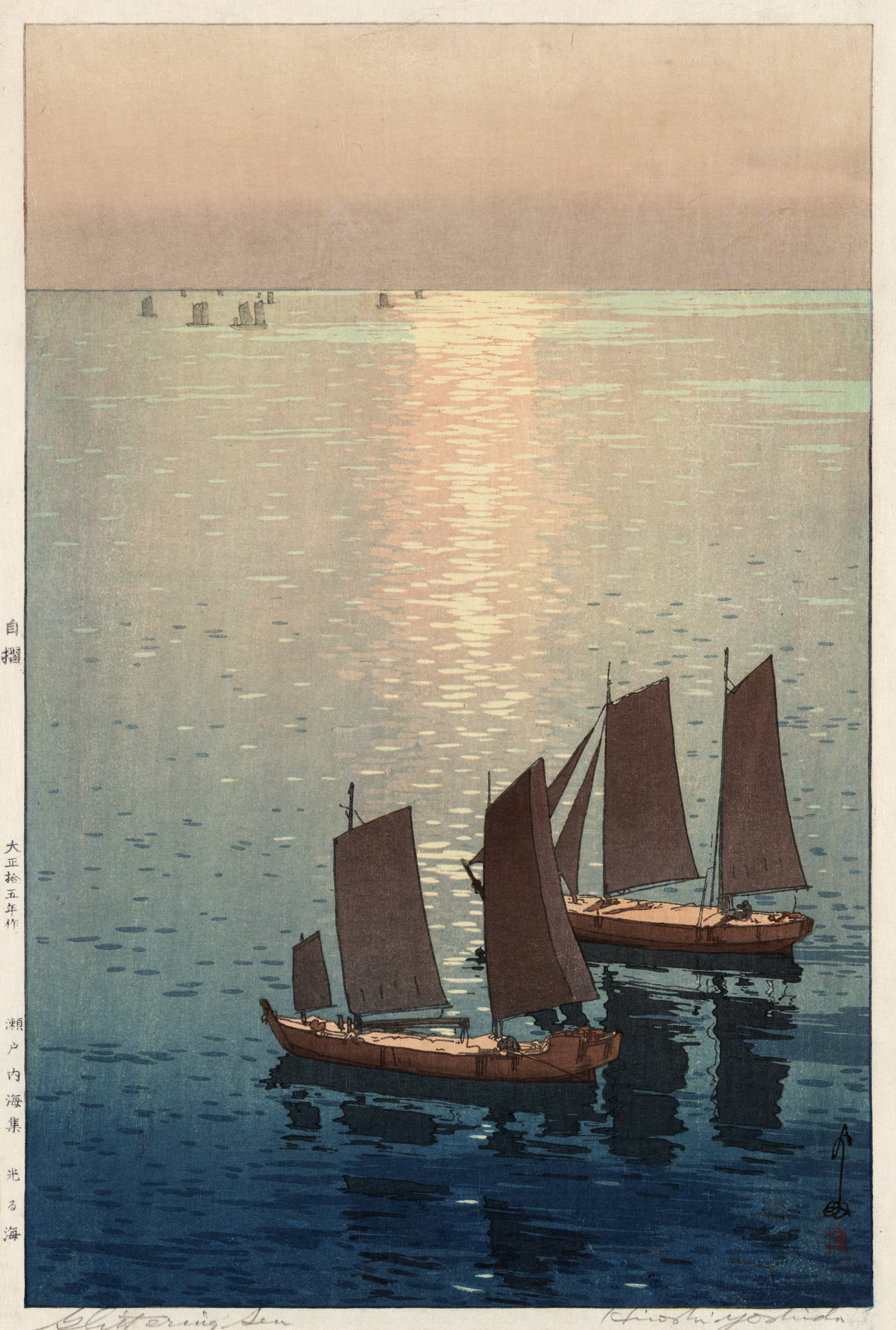
, Yoshida, 1926.

Hiroshi Yoshida (吉田 博, Yoshida Hiroshi, 19 de setembro de 1876 — 5 de abril de 1950) foi um pintor e gravurista japonês do século XX. É considerado um dos maiores artistas do movimento shin-hanga de ukiyo-e, especialmente por seus trabalhos de paisagem. Durante sua carreira, Yoshida participou de viagens pelo mundo, a partir das quais tornou-se conhecido também por peças de temáticas inusuais da tradicional produção gravurista japonesa, como o Taj Mahal, os alpes suíços, o Grand Canyon e outros parques nacionais dos Estados Unidos.

## Vida pessoal e carreira
Hiroshi nasceu Hiroshi Ueda, na cidade de Kurume, em Fukuoka, em 19 de setembro de 1876. Desde muito jovem, Hiroshi mostrou aptidão para as artes, patrocinada por seu pai adotivo, um professor de pintura em escolas públicas do Japão. Aos 19 anos, ele foi para Kioto estudar com Tamura Shoryu, um conhecido professor do estilo ocidental de pintura. Estudou também com Koyama Shotaro, em Tóquio, por três anos.

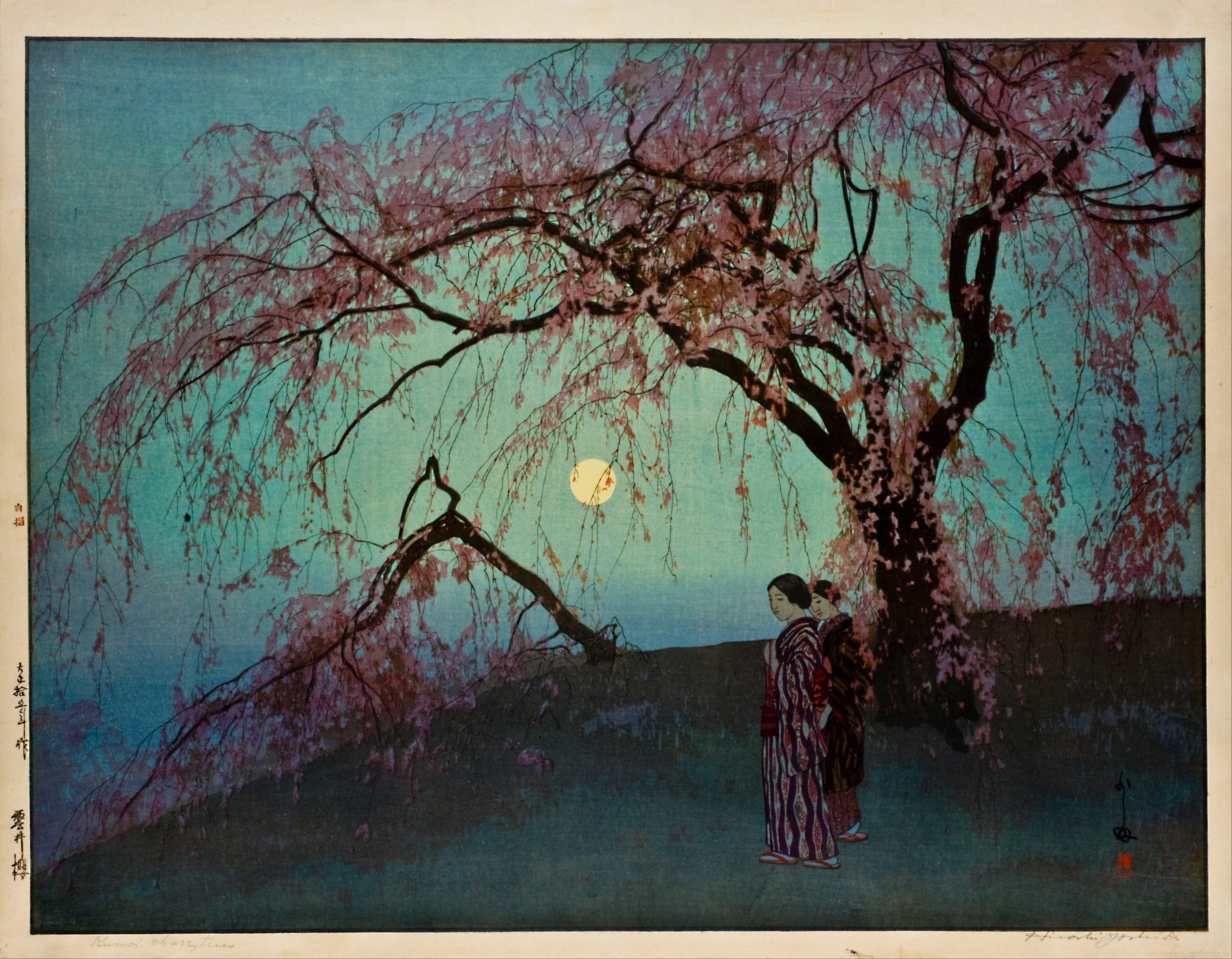
Hiroshi Yoshida - Cerejeiras de Kumoi

Em 1899, Hiroshi exibiu seus trabalhos nos Estados Unidos, no Museu de Arte de Detroit, hoje o Instituto de Arte da cidade. Ele então esteve em Boston, Washington, D.C., Providence e Europa. Em 1920, apresentou seu primeiro trabalho em madeira, na Watanabe Print Workshop, organizada por Watanabe Shōzaburō (1885–1962), editor e patrocinador do movimento artístico shin-hanga. A cooperação dos dois durou pouco depois que um incêndio destruiu a oficina de Watanabe, após o Grande Terremoto de Kantō, em 1º de setembro de 1923.
Em 1925, Hiroshi contratou um grupo de carpinteiros e prensadores profissionais e abriu seu próprio estúdio. Impressões em madeira eram feitas com sua estrita supervisão. Ele combinava o sistema colaborativo do ukiyo-e com o princípio do dom do artista do sōsaku-hanga e assim ele fundou sua própria escola artística, distanciando-se tanto do shin-hanga quanto do sōsaku-hanga. Teve aulas no ocidentes com pintura a óleo, técnica que foi adotada no Japão durante o Período Meiji. Suas viagens e contatos no Ocidente influenciaram grandemente sua arte. Em 1931, ele publicou uma série de gravuras com temas sobre a Índia, Paquistão, Afeganistão e Singapura.

## Família Yoshida
A linhagem de sua família continha oito artistas. Kasaburo Yoshida (1861–1894), cuja esposa, Rui Yoshida, foi pintora; suas filhas Fujio Yoshida (1887–1987); Hiroshi Yoshida (1876–1950), o filho adotivo; Tōshi Yoshida (1911–1995), filho de Hiroshi, cuja esposa Kiso Yoshida (1919–2005) também era artista; Hodaka Yoshida (1926–1995), um dos filhos de Hiroshi, cuja esposa, Chizuko Yoshida (b. 1924) e filha, Ayomi Yoshida (b. 1958), eram artistas. A longa linhagem de artistas forneceu uma perspectiva interessante sobre o desenvolvimento da arte e história do Japão durante o tumultuado século XX. Mesmo sendo derivados da mesma tradição, os artistas da família Yoshida trabalhavam em diferentes estilos, com diferente sensibilidades.

## Morte
Hiroshi Yoshida faleceu em 1950, aos 73 anos, de causas naturais.